# Wagnerina tecta
Wagnerina tecta är en loppart som beskrevs av Ioff 1946. Wagnerina tecta ingår i släktet Wagnerina och familjen mullvadsloppor.

## Underarter
Arten delas in i följande underarter:
- W. t. tecta
- W. t. aemulans
- W. t. biseta